# Jorge Montt
Jorge Montt Álvarez (Casablanca, 22 de abril de 1845-Santiago, 8 de octubre de 1922) fue un marino y político chileno, vicealmirante de la Armada de Chile. Fue presidente de la Junta de Gobierno de 1891 durante la Guerra Civil de ese año y ejerció como presidente de la República entre 1891 y 1896.

## Biografía

### Primeros años de vida
Jorge Montt Álvarez nació el 22 de abril de 1845 en Casablanca, Chile. Fue hijo de Antonio Montt Ojeda y María Álvarez, perteneciendo a la emblemática familia Montt. Desde joven, mostró interés por la vida naval y en 1858 ingresó a la Escuela Naval, donde compartió estudios con figuras destacadas como Arturo Prat Chacón y Carlos Condell, formando parte del llamado “Curso de los Héroes”.
A los 16 años, en 1861, se graduó como Guardiamarina y comenzó su carrera en la Armada de Chile. Durante su juventud, participó en importantes eventos militares, como la Guerra contra España, donde tomó parte en el Combate Naval de Papudo en 1865, contribuyendo a la captura de la corbeta Covadonga. Su formación y experiencia en la marina lo llevaron a ascender rápidamente en su carrera, desempeñando funciones en diversas embarcaciones y conflictos navales

### Matrimonio e hijos
Contrajo matrimonio con Leonor Frederick Ledesma, en Valparaíso el 15 de noviembre de 1877, con la cual tuvo tres hijas; Elisa, Teresa y Leonor. Su vida matrimonial transcurrió entre Valparaíso y Santiago, viviendo ellos las vicisitudes de que les tocó vivir, combatiendo en dos victoriosos conflictos bélicos con países extranjeros (guerra contra España, 1865, y guerra del Pacífico, 1879 -1883).
Comandante de la "Esmeralda" en 1877, al estallar la guerra del Pacífico se incorporó a las misiones realizadas por la Armada  en el norte. Participó en el combate naval de Angamos el 8 de octubre de (1879), en la toma de Pisagua (1879) y dirigió el bloqueo del Callao (1880). Hacia 1891, era capitán de navío.
Conforme se fue aproximando el conflicto de 1891, los congresistas se acercaron a él. Tomó el control de la escuadra y lideró el movimiento contra José Manuel Balmaceda.
Fue nombrado presidente de la Junta de Gobierno de Iquique, y tomó el mando en Santiago poco antes del suicidio de Balmaceda. Finalizada la guerra civil, hizo pública su intención de no seguir al frente del bando vencedor.

### La lucha política
Se convocaron a elecciones parlamentarias, municipales y presidenciales para el 18 de octubre de 1891.
El gobierno dirigido por el ministro del interior Manuel José Irarrazaval (conservador) proclamó que se cumpliría con la libertad electoral, bandera de lucha de los opositores a Balmaceda. 
Montt fue elegido candidato presidencial por una convención liberal-radical, siendo también apoyado por los conservadores, pues él no pertenecía a ningún partido político.
Venció con la unanimidad de los 255 electores.
La cámara  baja tendría la siguiente distribución:
- Conservadores: 39
- Nacionales: 9
- Liberales: 26
- Radicales: 20

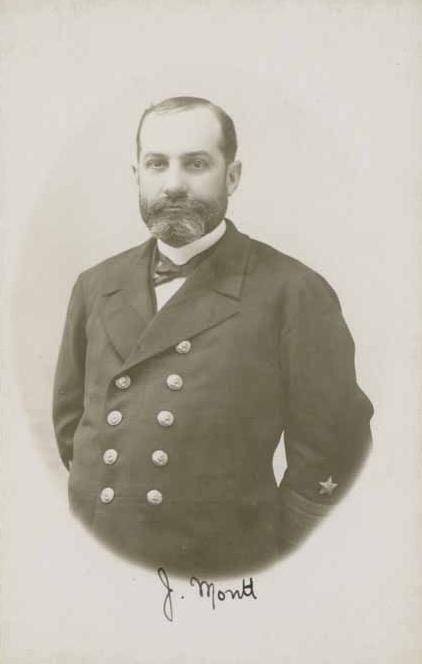
Fotografía de Jorge Montt.

Los conservadores, que durante el gobierno de Balmaceda tuvieron una representación casi nula, obtuvieron 39 representantes, lo que causó molestia entre ciertos grupos liberales. Esto sería el primer quiebre en la “unión sagrada” basada en la oposición a Balmaceda y el deseo de implementar el parlamentarismo.
Al no tener ninguno de los partidos una mayoría aplastante y por el deseo de mantener la “unión sagrada” cohesionada, Montt realizó su primer gabinete con miembros de todos los partidos. El primero de ellos estuvo encabezado por Ramón Barros Luco, que se mantuvo 4 meses en el poder. 
Se iniciaba la rotativa ministerial, causada por las facultades que poseía el parlamento para destruir ministerios que  no tuvieran la confianza de ambas cámaras (en los parlamentarismos normales, es una sola la cámara que fiscaliza) y la presión que se le hace al presidente con la amenaza de no aprobar la ley de presupuestos, sin la cual el país no podía funcionar.
La unión sagrada se rompió en abril de 1894, los radicales y los liberales terminaron su alianza con los conservadores y como ocupaban la mayoría en el parlamento, hicieron caer al ministerio (el cuarto, dirigido por Pedro Montt) para remplazarlo con uno que correspondiera a la mayoría parlamentaria, en donde solo cupieran liberales y radicales, dirigido por Enrique Mac Iver.
Pero una reconciliación del grupo liberal-radical con los nacionales hizo necesario un nuevo cambio de gabinete para darle una cartera a estos últimos, dirigido por Barros Luco (por tercera vez ministro del interior en este gobierno).
Les siguió otra separación de los nacionales (ministerio Recabarren), que retornaron para el último ministerio (el octavo, dirigido por Osvaldo Rengifo).
En promedio, la duración de sus ministerios fue inferior a los nueve meses, tiempo en que ningún gabinete puede establecer un verdadero plan de gobierno; se iniciaba la atrofia del sistema parlamentario chileno.
Destacable es decir que el balmacedismo derrotado en la guerra civil se reorganizó como el partido Liberal Democrático, y en virtud de la libertad electoral, obtuvieron veinte diputados y seis senadores.
Lo irónico es que este partido sería uno de los más apegados al juego parlamentario y su jefe, Juan Luis Sanfuentes, sería el rey de hacer y deshacer gabinetes.

## Gobierno de Jorge Montt (1891-1896)
Al desperdiciarse las energías de los gobernantes en luchas políticas estériles (los gabinetes tenían como primera ocupación mantenerse a flote en la vorágine política), la labor del gobierno fue muy mermada si se compara con las realizaciones de los presidentes previos a 1891 (república autoritaria y república liberal, ambas consagración del ideal portaliano).
Sin embargo, se realizaron ciertas cosas de importancia, como la creación del consejo de defensa fiscal, el término de las obras del dique de Talcahuano, el retorno al régimen de moneda metálica, la ley de comuna autónoma en 1891, el nuevo edificio de la Escuela Naval y la amnistía a los balmacedistas que cometieron crímenes durante la guerra civil. Como pendiente quedó la construcción de un nuevo hospital para Coquimbo, proyecto entrampado por el debate parlamentario y las constantes rotativas ministeriales.
No obstante, esto era insuficiente para los cambios que se realizaban en el país, el creciente proceso de urbanización y la incipiente cuestión social sobre los abusos a los trabajadores.

## Últimos años
Después de entregar el mando de la nación al presidente Federico Errázuriz Echaurren en 1896, continuó comandando la Armada de Chile hasta 1913, cuando se acoge a retiro. En 1915 fue nombrado Alcalde de Valparaíso, cargo que ostentó hasta el 7 de octubre de 1918. Jorge Montt falleció en Santiago en la madrugada del 8 de octubre de 1922, a los 77 años.

## Condecoraciones
- Gran Cruz de la Orden de San Miguel y San Jorge ( Reino Unido, 1913),
- Gran Cruz de la Orden imperial de Leopoldo ( Imperio austrohúngaro),

## Ministros de Estado

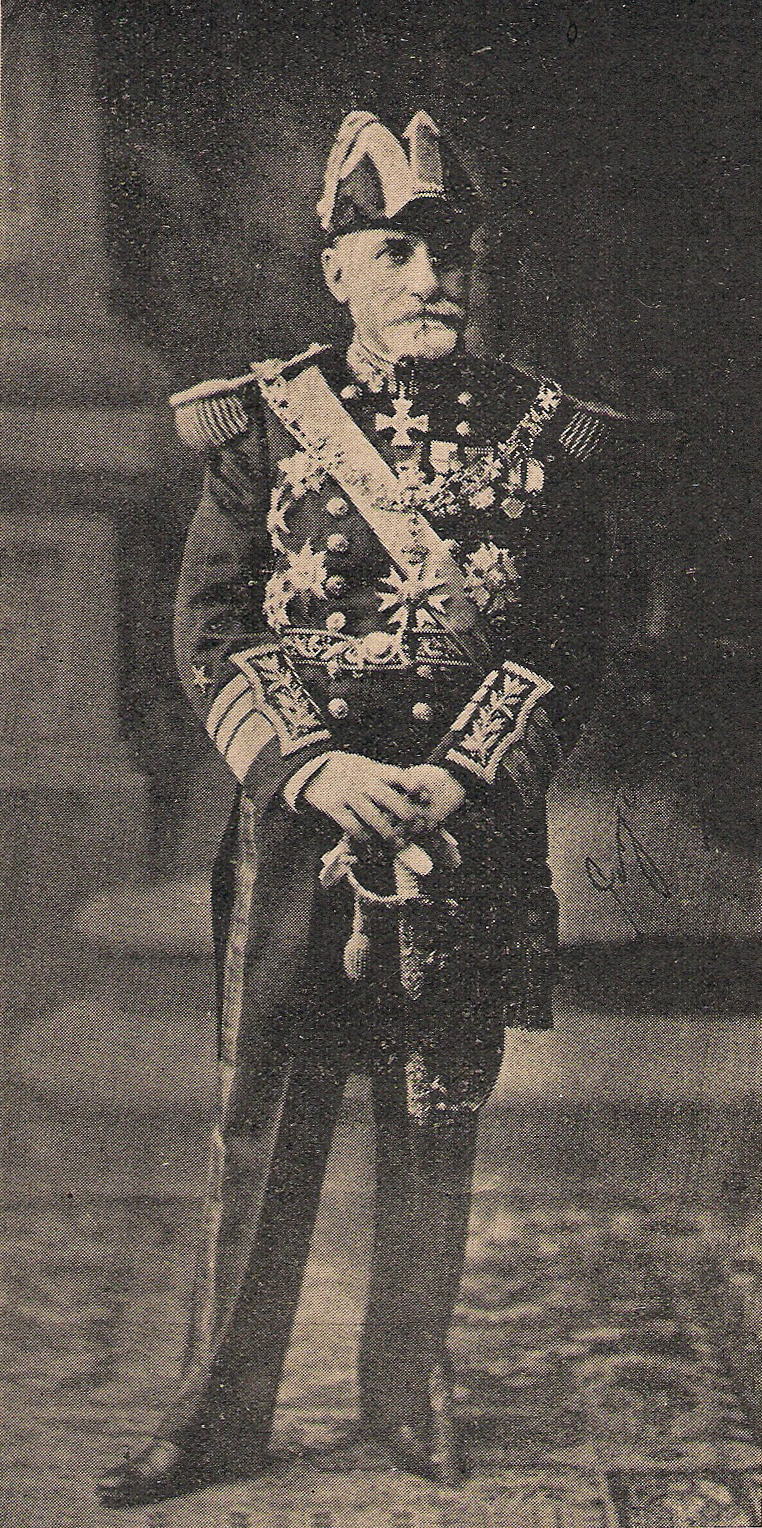
Jorge Montt Álvarez con uniforme militar.

| Ministerio (Interregno septiembre-diciembre de 1891) | Nombre/Periodo |
| ---------------------------------------------------- | --- |
| Interior                                             | Manuel José Irarrázaval (1891) |
| Relaciones Exteriores, Culto y Colonización          | Manuel Antonio Matta (1891) |
| Hacienda                                             | Joaquín Walter (1891) |
| Guerra y Marina                                      | Adolfo Holley (1891) |
| Justicia e Instrucción                               | Isidoro Errázuriz (1891) |
| Industria, Obras Públicas y Ferrocarriles            | Agustín Edwards Ross (1891) |
| Ministerio (Presidencia de Jorge Montt)              | Nombre/Periodo |
| Interior                                             | Ramón Barros Luco (1891-1892) Eduardo Matte (1892) Ramón Barros Luco (1892-1893) Pedro Montt (1893-1894) Enrique Mac Iver (1894) Ramón Barros Luco (1894-1895) Manuel Recabarren (1895) Osvaldo Rengifo (1894-1896)                                                                                               |
| Relaciones Exteriores, Culto y Colonización          | Luis Pereira Cotapos (1891-1892) Juan Castellón Larenas (1892) Isidoro Errázuriz Errázuriz (1892-1893) Ventura Blanco Viel (1893-1894) Mariano Sánchez Fontecilla (1894) Luis Barros Borgoño (1894-1895) Claudio Matte Pérez (1895) Adolfo Guerrero Vergara (1895-1896)                                           |
| Hacienda                                             | Francisco Valdés Vergara (1891-1892) Agustín Edwards Ross (1892) Enrique Mac Iver (1892-1893) Alejandro Vial (1893-1894) Carlos Riesco (1894) Manuel Fernández (1894-1895) Enrique Mac Iver (1895) Hermogenes Pérez de Arce (1895-1896)                                                                           |
| Guerra y Marina                                      | Ventura Blanco Viel (1891-1892) Luis Barros Borgoño (1892) Luis Arteaga (1892-1893) Francisco Antonio Pinto (1893) Isidoro Errázuriz (1893) Manuel Villamil (1893-1894) Juan Antonio Orrego (1894) Santiago Aldunate (1894) Carlos Rivera (1894-1895) Ismael Valdés Valdés (1895) Luis Barros Borgoño (1895-1896) |
| Justicia e Instrucción Pública                       | Juan Castellón (1891-1892) Gaspar Toro (1892) Máximo del Campo (1892-1893) Joaquín Rodríguez Rozas (1893) Francisco Antonio Pinto (1893-1894) Federico Errázuriz Echaurren (1894) Osvaldo Rengifo (1894-1895) Mariano Sánchez Fontecilla (1895) Gaspar Toro (1895-1896)                                           |
| Industria, Obras Públicas y Ferrocarriles            | Agustín Edwards Ross (1891-1892) Jorge Riesco (1892) Vicente Dávila (1892-1894) Manuel Antonio Prieto (1894) Elías Fernández Albano (1894-1895) Juan Miguel Dávila (1895) Elías Fernández Albano (1895-1896) |